# 沈达明
沈达明（1915年—？），男，汉族，上海人，中国国际经济法学专家、法学教育家，曾任对外经济贸易大学教授、博士生导师，国务院参事。